# Visione scotopica

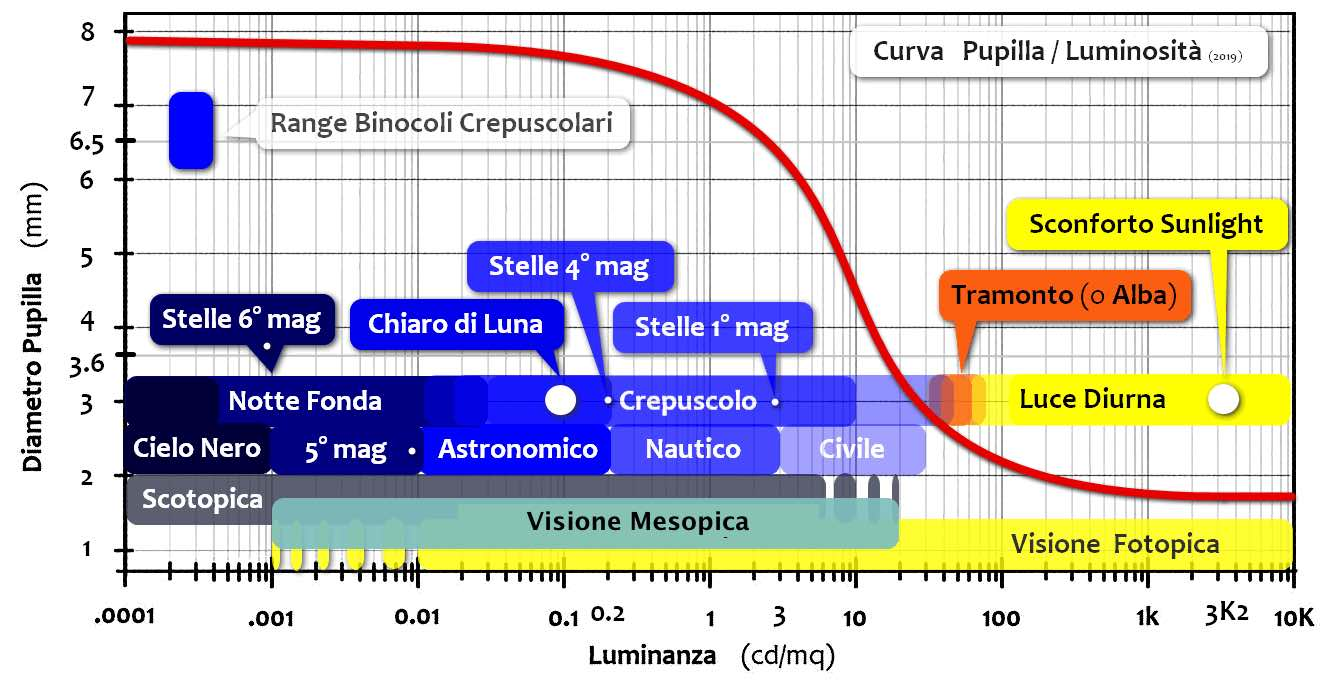
Tabella di Luminanza della visione Scotopica, Mesopica e Fotopica (ed altri riferimenti, come la curva pupillare).

La visione (o vista) scotopica (dal greco antico: σκότος?, scotos, "oscurità, buio") o al buio, o notturna, è quella capacità di visione derivata dall'attività, negli occhi, dei bastoncelli della retina, quali fotorecettori a più alta sensibilità alla luce rispetto ai coni, ma privi della discriminazione cromatica; per questo viene detta anche "visione in bianco e nero" (acromatica), poiché consente di rilevare bassi livelli di brillanza, ma non differenze di cromaticità.       
Si tratta del tipo di visione che si ha quando il livello d'illuminazione è basso, ovvero con livelli d'illuminamento compresi tra un massimo di 1 lux fino a un minimo di 0,00001 lux. La visione ad alti livelli d'illuminamento è invece la visione fotopica.      

## Caratteristiche

Efficienza visiva dell'occhio umano. Rosso: visione fotopica, blu: visione scotopica.

Viene utilizzata appieno solamente quando il livello di illuminazione ambientale risulta troppo basso perché si attivi anche la visione fotopica (visione diurna), cioè durante la notte fonda e/o con livelli di illuminazione (luminanza) inferiori a 0,001 Cd/m2.          
Tuttavia, essa entra in funzione già con livelli di illuminazione di attorno a 20 Cd/m2, perciò da poco dopo il tramonto a poco prima dell'alba, tantoché nella pratica, nella visione detta mesopica, la visione scotopica mescola le proprie funzioni a quelle della visione fotopica, comprendendo una larga parte della regione dei livelli di luce dell'intera giornata, così anche il crepuscolo (da ~30 a ~0,01 Cd/m2).          
| Tipo di visione | Illuminamento minimo (lux) | Illuminamento massimo (lux) |
| --------------- | -------------------------- | --------------------------- |
| Scotopica       | {\displaystyle 10^{-5}}    | {\displaystyle 1}           |
| Mesopica        | {\displaystyle 10^{-2}}    | {\displaystyle 1}           |
| Fotopica        | {\displaystyle 10^{-2}}    | {\displaystyle 10^{5}}      |

### La luce
La lunghezza d'onda della luce visibile nell'aria varia indicativamente da 380 a 750 nm; in condizioni ottimali, la percezione visiva umana può ritenersi estesa tra 310 nm (ultravioletto) e 1100 nm (vicino infrarosso). 
Durante la visione fotopica, l'occhio umano presenta una sensibilità massima attorno alla lunghezza d'onda di 555 nm (frequenza di 540 THz) dello spettro elettromagnetico, corrispondente a un colore campione descritto come verde brillante o giallo-verde; durante la visione scotopica il centro dello spettro si sposta a 510 nm (590 THz), coincidente a un colore campione verde-blu (che però non viene percepito, dato che la visione scotopica è acromatica).